# Maestro del paramento di Narbona
Il Maestro del Paramento di Narbona (1361 – 1425) è stato un miniatore e pittore francese.

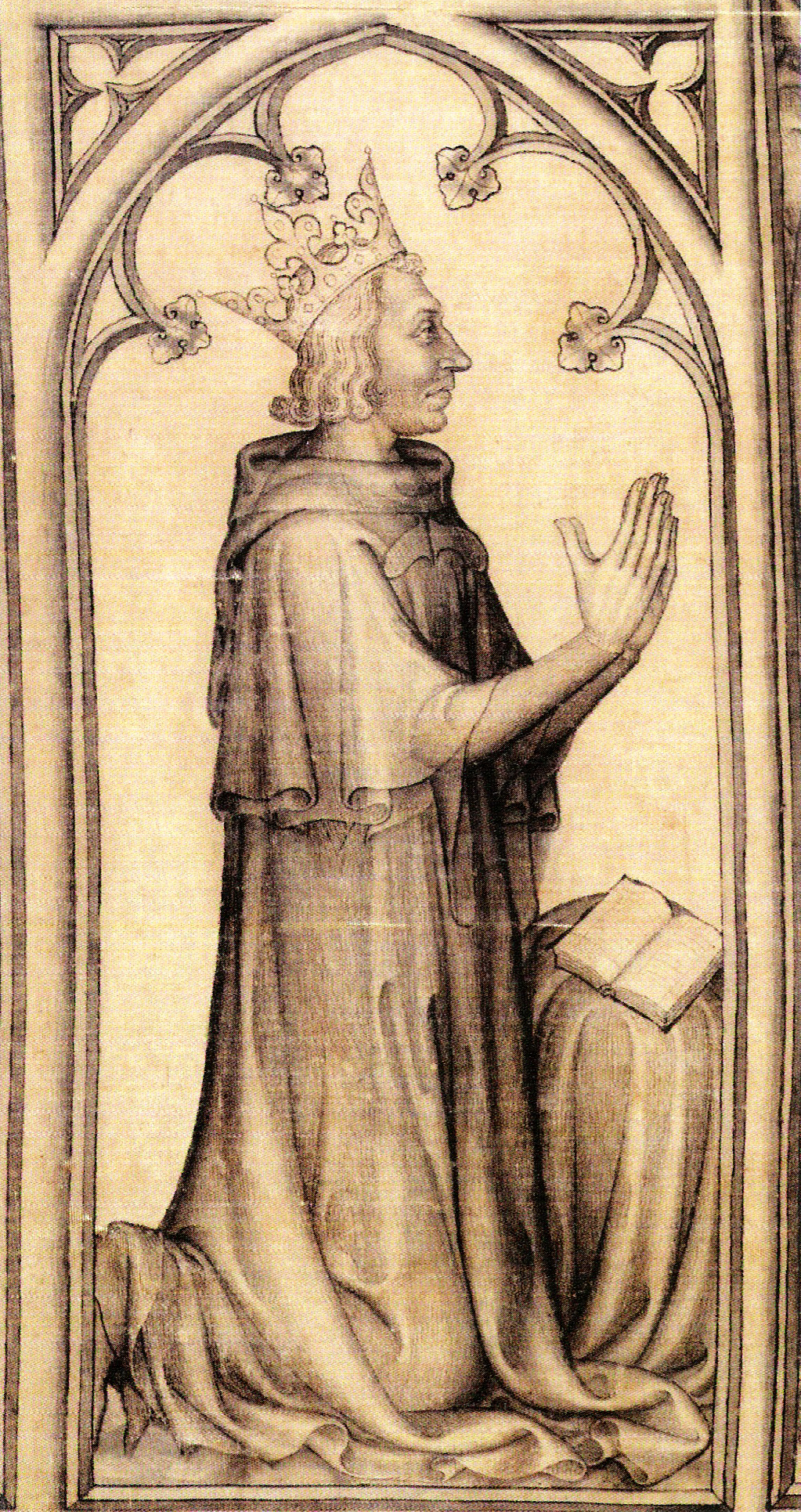
Paramento di Narbona, Carlo V di Francia, dettaglio, 1370/75, Parigi, Museo del Louvre

Il nome convenzionalmente attribuito a un autore anonimo fa riferimento a un paramento d'altare proveniente dalla cattedrale di Narbona e oggi conservato al Museo del Louvre.

## Biografia
Il Maestro del Paramento di Narbona è stato più volte identificato come Jean d'Orléans, figlio di Girard d'Orleans, pittore del re di Francia, che lo formò a metà del XIV secolo. Divenne pittore ufficiale alla corte di Carlo V di Francia nel 1361, dopo la morte del padre. Nel 1365 partecipò ai preparativi per l'incoronazione del re; decorò numerose residenze reali: la sala delle udienze del Louvre (1366), il castello di Saint-Germain en-Laye nel 1378, il castello di Vincennes nel 1390. Jean lavorò anche per Giovanni di Valois, Filippo l'Ardito e fu pittore ufficiale alla corte di Carlo VI di Francia. Dall'agosto del 1391 guidò la Corporazione dei pittori di Parigi, in un momento in cui vennero promulgati nuovi statuti. Nel 1407 la sua carica alla corte del re passò al figlio.

## Opere attribuite
Nessuna delle opere documentate prodotte da Jean d'Orléans è giunta sino a noi, ma al Maestro del Paramento di Narbona, oltre all'opera eponima, è stata attribuita la prima fase della decorazione di uno dei più importanti manoscritti del XIV secolo, commissionato da Carlo V e lasciato incompiuto e non rilegato. Fu diviso in due parti un decennio più tardi, intorno al 1406, da Jean de Berry; la prima sezione, sostanzialmente un libro d'ore conosciuta come Très Belles Heures di Notre-Dame, è conservata alla Biblioteca nazionale di Francia (Ms. nouv. acq. lat.3093). La parte restante fu acquistata da Giovanni III di Baviera, vescovo di Liegi e rimase in possesso della casa d'Olanda e di Hainaut fino alla metà del secolo; durante questo periodo le miniature furono completate in momenti diversi e da diversi artisti tra i quali Jan van Eyck. Il manoscritto giunse in possesso dei duchi di Borgogna e in seguito dei duchi di Savoia. Nel XVII secolo anche questo manoscritto fu diviso in due sezioni. Quella con le preghiere, detta Ore di Torino, giunse alla Biblioteca nazionale di Torino dove scomparve a seguito di un incendio nel 1904 ed è conosciuta solo attraverso le riproduzioni in bianco e nero contenute in uno studio condotto da Paul Durrieu, pubblicato nel 1906. La parte contenente il messale conosciuta con il nome di Ore di Torino-Milano, fu acquistata dalla famiglia Trivulzio di Milano ed è conservata al Museo civico d'arte antica di Torino. Nel manoscritto conservato a Parigi sono di responsabilità del Maestro del Paramento i disegni delle otto scene delle Ore della Vergine, quelli dell'Ufficio dei defunti, delle Orazioni della Passione e delle prime quattro miniature delle Ore della Croce. Le Ore di Torino-Milano sono in gran parte state attribuite a collaboratori, con l'eccezione dell'Incoronazione della Vergine e del Cristo in pietà.